# Мишин, Август Алексеевич
Август Алексеевич Мишин (18 июля 1924 — 20 августа 1993) — советский и российский юрист, доктор юридических наук, профессор, преподаватель.

## Биография
Родился 18 июля 1924 г. в селе Дросково Орловской области.
Сведения о родителях:
- Отец — Мишин Алексей Трофимович. Родился в 1896 г. в рабочей семье. До 1917 г. работал шахтёром на Донбассе. После 1917 г. служил в правоохранительных органах. Во второй половине 1930-х годов был прокурором районного звена в Москве. В 1939 г. назначен военным прокурором Молотовского района г. Москвы. Умер в Москве в 1946 г.

- Мать — Мишина Лидия Даниловна (урождённая Агаркова). Родилась в 1902 г. в семье служилого дворянина Данилы Никитича Агаркова. После 1917 г. работала воспитателем в детском доме и исправительно-трудовой колонии (ИТК), потом ткачихой на ткацкой фабрике в Москве. Ветеран труда. Умерла в Москве в 1981 г.

А. А. Мишин в возрасте 17 лет принял участие в битве за Москву, воюя в составе Отдельной разведывательной мотострелковой роты 110-й стрелковой дивизии Западного фронта. 8 января 1942 года, проводя разведку, группа из 12 человек и сапёрного взвода попала в засаду и была окружена противником. Вырваться из окружения всей группе удалось лишь после того, как «тов. Мишин по личной инициативе ползком под сильным пулемётным огнём подобрался к расчёту станкового пулемёта противника и, уже будучи тяжело раненным в левую руку, уничтожил его гранатой». В результате ранения руку позднее пришлось ампутировать.
За воинские заслуги А. А. Мишин был награждён орденами Отечественной войны I и II степени, орденом Славы III степени, а также медалью «За победу над Германией в Великой Отечественной войне 1941—1945 гг.»
- В 1948 году Август Алексеевич закончил Московский юридический институт.
- В 1951 году защитил кандидатскую диссертацию на тему «Центральные органы власти — орудие диктатуры монополистического капитализма».
- С 1954 года работал на юридическом факультете МГУ им. М. В. Ломоносова.
- В 1963 году защитил докторскую диссертацию на тему «Высшие органы власти буржуазного государства (политико-правовой анализ структуры, полномочий и функций»

А. А. Мишин является автором более 200 научных трудов. Среди них: монографии «Государственное право США» (1976), «Принцип разделения властей в конституционном механизме США» (1984), «Конституция США: политико-правовой комментарий» (в соавторстве с В. А. Власихиным) (1985),  
«200 лет конституционализма США: анализ основных принципов» (в соавторстве с В. А. Власихиным) (на английском языке) 1988), учебник, изначально называвшийся «Государственное право буржуазных стран и стран, освободившихся от колониальной зависимости» (1976), впоследствии переименованный в «Конституционное (государственное) право зарубежных стран», переиздававшийся 16 раз (последнее издание вышло в 2013 году). После 1991 г. А. А. Мишин активно участвовал в законопроектной деятельности. Так в начале 1993 года совместно с Ю. И. Скуратовым, В. А. Никоновым и С. С. Шаталиным он подготовил проект Конституции России, в котором в качестве формы правления предлагалась президентская республика.
Почти одновременно с Вирджинской экономической школой профессор Мишин начал применять в России в исследованиях своей школы методы конституционной экономики (конституционно-экономической теории).
Скончался 20 августа 1993 года в Москве.

## Семья
- Жена — Сироткина Зоя Илларионовна. Родилась в 1935 г. Специалист по учебному переводу, кандидат филологических наук. Практически вся её трудовая жизнь прошла на кафедре русского языка основных факультетов Университета Дружбы народов им. Патриса Лумумбы, где она преподавала русский язык студентам-иностранцам. Известна в частности тем, что обучала русскому языку участников международных программ по пилотируемому освоению космоса — космонавта Арнальдо Тамайо Мендеса (Куба), а также астронавтов НАСА Нормана Тагарда и Джона Блаху (США). Умерла в 2013 г.

- Сын — Мишин Алексей Августович. Родился в 1948 г. С отличием закончил МГИМО, кандидат юридических наук. Преподавал в МГИМО, МГЮА, занимался юридической практикой. Адвокат МГКА. Умер в 2017 г.

- Дочь — Мишина Екатерина Августовна. Родилась в 1965 г. С отличием окончила юридический факультет МГУ им. М. В. Ломоносова, кандидат юридических наук. Работала в Конституционном суде РФ, преподавала в НИУ-ВШЭ и Мичиганском университете (США). Автор более 40 научных публикаций.